# Lancia Eptajota
Lancia Eptajota es un camión de carga fabricado principalmente para el transporte de materiales y producido por el fabricante Italiano Lancia Veicoli Industriali. Fue lanzado al mercado en 1927 y se comercializó hasta 1934, en sustitución del modelo Lancia Pentajota.

## Características principales
El Pentajota funcionaba con el probado motor de 4.9 litros mejorado del Tetrajota y Pentajota para desarrollar 70 caballos de fuerza. El Eptajota se caracterizaba por la adopción de rieles en el marco del chasis. Se fabricaron cerca de 2.000 ejemplares desde 1927 hasta 1934, pero debido a su alto peso, los límites de potencia del motor de 4 cilindros en línea de 4.9 litros comenzaron a ser evidentes. El Eptajota fue utilizado principalmente como camión de transporte industrial para materiales pesados.